# Belgranodeutsch
El alemán de Belgrano (Belgranodeutsch o Belgrano-Deutsch) es una forma de alemán influenciada por elementos del español rioplatense. El mismo se origina del barrio porteño de Belgrano; sin embargo, el dialecto ya se lo asocia a todo el área metropolitana de Buenos Aires. La base del Belgrano-Deutsch es la gramática y la fonética del idioma alemán, al que se añaden términos individuales en español. Pueden ser tanto sustantivos como verbos o adjetivos. Las palabras se utilizan principalmente en el sentido de la gramática alemana.

## Características
Esta mezcla surgió de los muchos inmigrantes alemanes asentados en el barrio de Belgrano, en la ciudad de Buenos Aires, a finales del siglo XIX y comienzos del siglo XX:

-Pero sí compartirían los clásicos delirios verbales...
-Sí, siempre jugando del vocablo, como decía. Con su amigo Adolfito Bioy estaban "recopilando" frases de un idioma, que ya estarían hablando los alemanes afincados en el barrio de Belgrano... El idioma se llamaba "Belgrano-Deutsch". Al vecino distraído que se paseaba con el pantalón desabotonado le gritaban: "Braguetieren Sie!"...
Fragmento de una entrevista.

Fue hablado por la comunidad alemana que vivió en el barrio. Había dos escuelas principales del barrio, el Goethe Schule y el Pestalozzi Schule. Alrededor de la Segunda Guerra Mundial hubo una cierta división de origen político y religioso entre las dos escuelas.
El Belgranodeutsch todavía sobrevive hoy y puede ser comparado con el Spanglish, una mezcla de español mexicano e inglés estadounidense que se habla en los Estados Unidos y México.

## Ejemplos
En general, se escribe con sujeción a las reglas de la morfología de la lengua alemana, aunque tiene en su conjunto un vocabulario de raíces de origen español. Estas raíces se ajustan fácilmente al modelo de formación de palabras alemán, teniendo afijos alemanes. Los verbos se utilizan con frecuencia en el sentido de la conjugación del verbo en alemán.
- Leihst du mir mal deine goma?  (¿Me prestas el borrador/goma de borrar?)
- Traducierst du das mal?  (¿Puedes traducir esto?)
- Das ist ein asco. (Esto es asqueroso)
- Lechen (del español leche)[5]
- Ich afeitiere mich jetzt (Voy a afeitarme ahora)
- Deine Mutter (Tu vieja )
- Wir gehen in die Pueblo (Nosotros vamos al pueblo) (dado que casi no existen traducciones exactas de "pueblo" como asentamiento al alemán)